# Helmolepis
Helmolepis è un genere estinto di pesci ossei appartenente alla famiglia Platysiagidae, vissuto durante il Triassico inferiore. I fossili attribuiti a questo genere sono stati rinvenuti in località dell’antico supercontinente Pangea, tra cui la Groenlandia orientale, il Madagascar nord-occidentale e la Columbia Britannica (Canada).

## Descrizione
Gli esemplari di Helmolepis erano di piccole dimensioni (lunghezza circa 10 centimetri) e possedevano un cranio relativamente robusto. Il preopercolo ha una morfologia simile a quella osservata nei perleididi ed è di dimensioni inferiori rispetto all'opercolo. Il subopercolo è invece più alto dell'opercolo, e la linea di confine tra i due elementi è obliqua. La mascella mostra una porzione suborbitale bassa ma allungata, seguita da una porzione postorbitale moderatamente profonda e arrotondata. Erano presenti solitamente sei raggi branchiostegali. Il canale sensoriale infraorbitale si trova in posizione posteroventrale rispetto all’orbita e presenta almeno cinque tubuli diretti posteriormente e ventralmente. Il canale sensoriale preopercolare è situato lungo il margine posteriore del preopercolo, con tubuli corti, densi e orientati posteriormente.
Il corpo era ricoperto da scaglie cicloidi, mentre la pinna caudale era eterocerca. Alcuni elementi della guancia e della pinna caudale mostrano caratteri primitivi, mentre la regione del muso appare più derivata.

## Classificazione
Il genere Helmolepis è stato istituito nel 1932 da Erik Stensiö sulla base di esemplari fossili provenienti dalla Formazione Wordie Creek della Groenlandia. La specie tipo, Helmolepis gracilis, è stata descritta dalla parte inferiore del Griesbachiano in Groenlandia orientale. Comprende sia esemplari adulti che giovani. La riscoperta del materiale tipo nel Museo geologico dell’Università di Copenaghen ha permesso un notevole miglioramento nella ricostruzione dell’anatomia cranica.
La specie Helmolepis manis è stata scoperta in terreni del Dieneriano del Madagascar nord-occidentale e indica l’esistenza di platisiagidi già distribuite in ampie aree del globo nel Triassico inferiore, rafforzando l’ipotesi di una radiazione precoce e globale del gruppo.
La specie Helmolepis cyphognathus proviene dalla Formazione Sulphur Mountain (probabilmente Smithiano) ed è noto per fossili trovati in Canada occidentale. Si differenzia da H. gracilis per il numero di raggi branchiostegali, la forma del mascellare e la proporzione delle ossa opercolari.
Helmolepis mostra affinità con il genere Platysiagum, in particolare con Platysiagum minus della Formazione di Besano (Triassico medio europeo), suggerendo una stretta relazione filogenetica all’interno della famiglia Platysiagidae.

## Paleoecologia
La distribuzione geografica delle specie di Helmolepis (Groenlandia, Madagascar e Canada) indica un evento di dispersione precoce in risposta alla crisi ecologica in seguito all'estinzione del Permiano-Triassico. Le ridotte dimensioni corporee degli esemplari possono essere interpretate come un adattamento di nanismo tipico delle faune di recupero.